# Банный халат

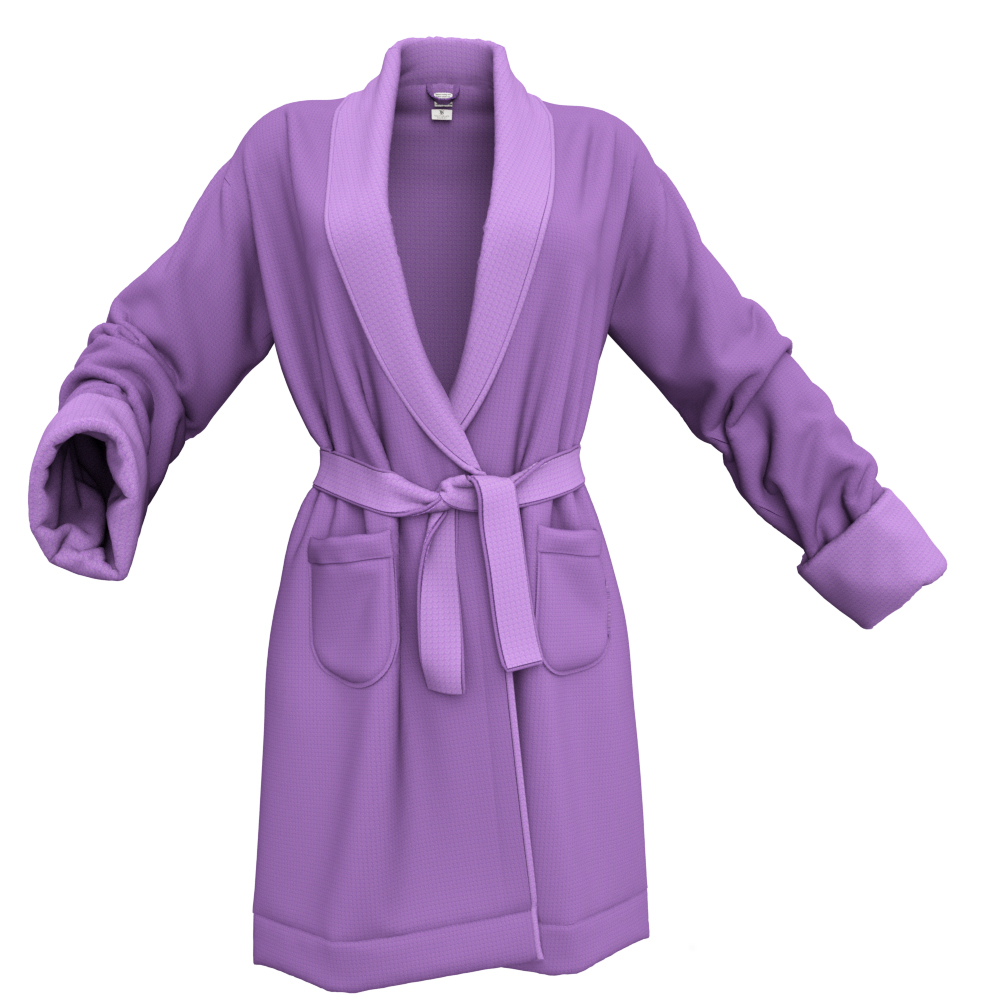
Компьютерный рендеринг современного халата, выполненный с помощью программы Marvelous Designer

Банный халат, также известный как домашний халат или пеньюар, — это свободная по размеру одежда, которую носят зачастую после мытья тела или плавания в бассейне.
Банный халат сшит из полотенечной или другой впитывающей ткани, который можно надевать на мокрое тело, он является как полотенцем, так и покрывалом для тела, когда нет непосредственной необходимости полностью одеваться.

## Ткани и виды материалов
Халаты можно классифицировать по ткани, из которой они изготовлены:
- Фланель: Фланель — хлопчатобумажная, шерстяная или полушерстяная ткань полотняного или саржевого переплетения, с пушистым двусторонним или односторонним равномерным редким начёсом-ворсом.
- Махровая ткань: Махровая ткань — это ворсовая ткань, обычно из хлопка, с неразрезанными петлями с обеих сторон, используемая для банных полотенец и халатов. Чем длиннее и плотнее петли, тем более впитывающими являются халаты.
- Велюр: Велюр — это ворсовая ткань, у которой вырезаны петли, вплетённые в ткань. Велюровые халаты обычно изготавливаются с подкладкой из махровой ткани, так как махровая ткань впитывает воду лучше, чем велюровая. Велюр может сделать халат более изысканным, уютным и мягким на ощупь.
- Вафельная ткань: Вафельная ткань обладает хорошей впитывающей способностью, невесомой структурой и характерным «сетчатым» внешним видом. Эти халаты рассчитаны больше на их лёгкость, чем на впитываемость.

Халаты и ткани для халатов также могут быть классифицированы по виду материала:
- Хлопок: Хлопок — это натуральное волокно, состоящее в основном из целлюлозы, оно является одним из наиболее часто используемых волокон в текстильном производстве. Благодаря гидрофильности целлюлозы хлопок легко впитывает воду и часто используется на пляже, в бассейне или после душа. Хлопковые халаты особенно подходят для использования во время жары, потому что хлопок, как правило, впитывает пот.
- Шёлк: Шёлковые халаты популярны из-за их внешнего вида и ощущений при носке, они могут быть относительно дорогими. Шёлковые халаты очень тонкие и лёгкие и не подходят для впитывания влаги[2]. Однако они являются традиционным выбором для использования не после купания.
- Микрофибра: Микрофибра — это особо тонкое синтетическое волокно, обычно изготовленное из целлюлозы или полиэстера, которое может быть вплетено в текстиль, имитирующий ткань из натурального волокна. Современные микроволокна разработаны для обеспечения максимальной воздухопроницаемости и впитывания и могут быть тоньше, чем ширина человеческого волоса. Подобно шёлку, халаты из микрофибры лёгкие и очень мягкие на ощупь. Микрофибра легко воспламеняется.
- Шерсть: Шерстяные халаты распространены при более холодных климатических условиях.
- Нейлон: Нейлон — это синтетическое волокно, периодически используемое в недорогих халатах. Он ценится за способность легко очищаться.

## Дизайн

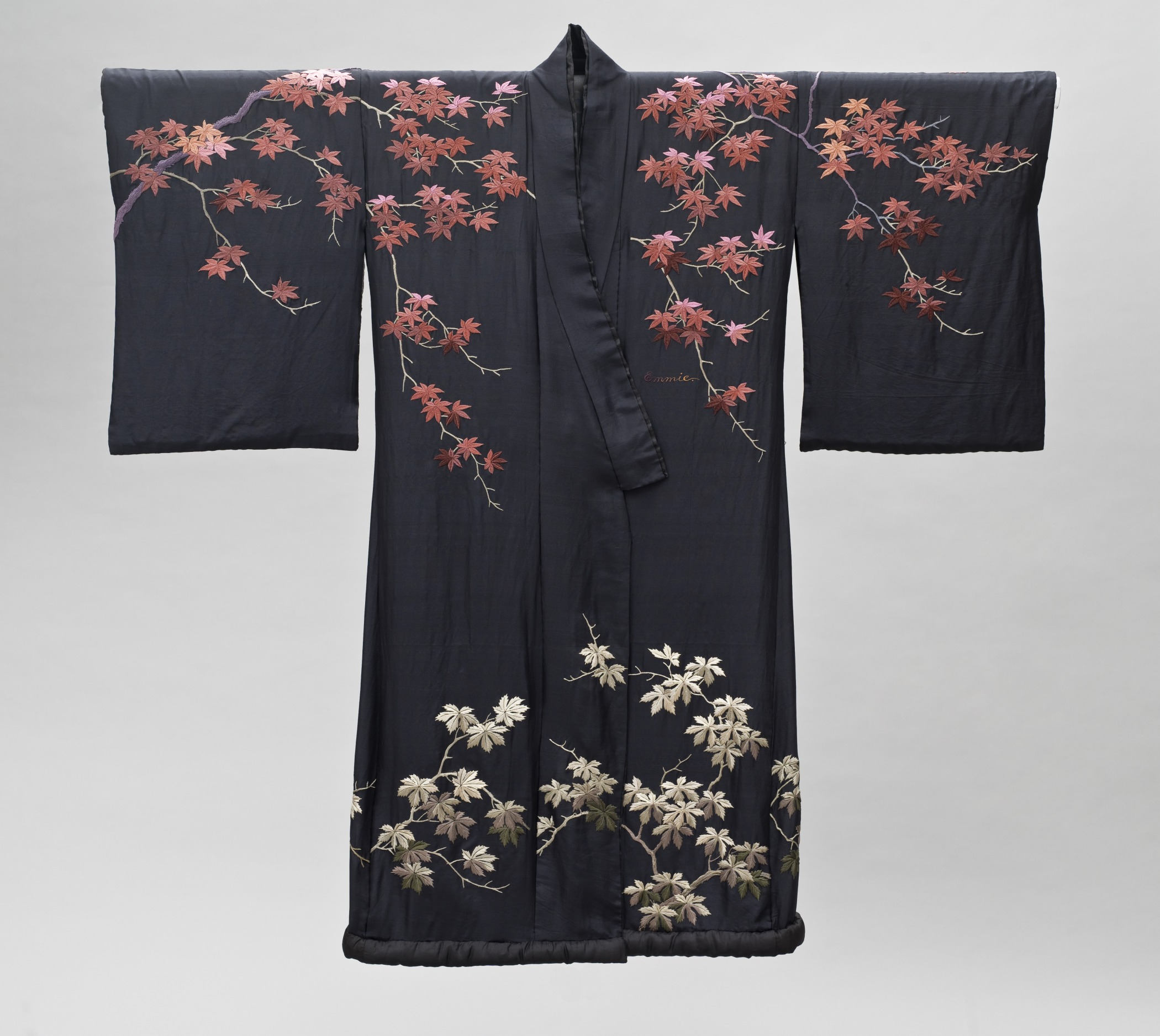
Женский халат в стиле кимоно с поясом, произведённый в Японии в конце 19-начале 20 века для западного рынка.

Большинство банных халатов выполнены в виде прикрытой спереди одежды со шлёвками для ремня и подходящим поясом, предназначенным для завязывания вокруг талии, чтобы поддерживать халат закрытым.
Дизайн различается, как правило, по оформлению воротника и застёжки, при этом некоторые халаты имеют открытую лицевую сторону или пуговицы вместо пояса. Разновидности дизайна воротника включают в себя:
- Воротник-шаль: Называется так потому, что воротник закрывается вокруг шеи, подобно шали. Воротник-шаль заимствован из его использования в мужской вечерней одежде на смокинге, и часто встречается на традиционных халатах.
- Воротник кимоно: Подобно воротнику, который есть у кимоно, традиционной японской одежды, воротник образует тонкую полоску одинаковой ширины, оборачивающуюся спереди в форме буквы Y.
- Капюшон: В вырез вшит капюшон, который можно надеть на голову, чтобы сохранить тепло и высушить влажные волосы.